# Togulykken i Grækenland 2023
Togulykken i Grækenland 2023 skete i nærheden af Larissa i regionen Thessalien i det centrale Grækenland 28. februar 2023 om aftenen. Årsagen til ulykken var pr. 1. marts endnu ukendt. Ifølge den græske premierminister Kyriakos Mitsotakis var der tale om en menneskelig fejl, men den præcise årsag kendtes endnu ikke dagen efter ulykken.

## Efterforskning
Der er efterfølgende fundet en lydfil, hvor man kan høre, at stationsforstanderen i Larisa havde givet intercitytoget besked på at fortsætte over for rødt lys.  Desuden er der uenighed mellem regeringen på den ene side og oppositionen og jernbanearbejderne på den anden side om, hvorvidt der var tale om en menneskelig fejl, eller generelle problemer med den græske jernbane. Efterfølgende er stationsforstanderen i Larisa blevet anholdt. Han er anklaget for uagtsomt at have et ansvar for såvel legemsbeskadelse og dødsfald, men siger selv, at det skyldes en teknisk fejl.

## Konsekvenser
Ulykken medførte 57 døde og 85 kvæstede i ulykken, der skete, da et passagertog med 350 passagerer (hvoraf flere mistede bevidstheden), der var på vej fra Athen til Thessaloniki kolliderede frontalt med et godstog, der var på vej fra Thessaloniki til Larissa. 66 personer er bragt til behandling på et hospital.
Sammenstødet resulterede i ødelæggelse af de to forreste vogne og afsporing af mindst fire vogne, samt at der gik ild i mindst to vogne. I følge brandvæsenet blev der målt op til 1300 grader i spisevognen. 250 personer blev fragtet til Thessaloniki (150 km væk) med bus.
Som en del af hjælpearbejdet har græsk Røde Kors i samarbejde med to hospitaler arrangeret, at man kan donere blod til ofrene på det centrale torv i Larissa.

## Reaktioner
Efter ulykken trak den græske transportminister (Kostas Karamanlis) sig fra sin post, da han betragtede det som sin pligt og, at det var "det mindste han kan gøre for at ære ofrenes minde".
Efter ulykken blev der erklæret tre dages landesorg, og alle officielle flagstænger ville flage på halv stang frem til fredag 3. marts. Ansatte ved jernbanen indledte efterfølgende en strejke, der stoppede jernbanedriften i hele Grækenland i den efterfølgende weekend. Pr. 6. marts 2023 havde strejken varet i seks dage, for at sætte fokus på den manglende sikkerhed i den græske jernbane-infrastruktur, som de havde advaret om i årevis.
Demonstranter hævdede, at det ikke var en ulykke, men mord. En uge efter ulykken deltog 40.000 mennesker i en demonstration i hovedstaden Athen. Derudover har der været demonstrationer i både Larisa og Thessaloniki. Den efterfølgende søndag samlede 12.000 mennesker sig foran parlamentet i Athen.